# Des jours et des nuits dans la forêt
Pour plus de détails, voir Fiche technique et Distribution.
Des jours et des nuits dans la forêt (অরণ্যের দিনরাত্রি, Aranyer Din Ratri) est un film indien réalisé par Satyajit Ray, sorti en 1970.

## Synopsis
Quatre amis abandonnent la ville et ses soucis et partent en vacances dans les forêts de Palamau. Ils vont apprendre à mieux se connaître à travers les filles qu'ils vont rencontrer.

## Fiche technique
- Titre : Des jours et des nuits dans la forêt
- Titre original : অরণ্যের দিনরাত্রি (Aranyer Din Ratri)
- Réalisation : Satyajit Ray
- Scénario : Satyajit Ray et Sunil Gangopadhyay
- Production : Asim Dutta et Nepal Dutta
- Musique : Satyajit Ray
- Photographie : Purnendu Bose et Soumendu Roy
- Montage : Dulal Dutta
- Décors : Bansi Chandragupta
- Pays d'origine : Inde
- Format : Noir et blanc - Mono
- Genre : Drame
- Durée : 115 minutes
- Date de sortie : 1970

## Distribution
- Sharmila Tagore : Aparna
- Kaberi Bose : Jaya
- Simi Garewal : Duli
- Soumitra Chatterjee : Ashim
- Subhendu Chatterjee : Sanjoy
- Rabi Ghosh : Shekhar
- Samit Bhanja : Hari
- Pahadi Sanyal : Sadashiv Tripathi
- Aparna Sen : l'ancient amant de Hari